# Бордин, Майк
Майкл Эндрю (Майк) Бордин (англ. Michael Andrew Bordin, Mike Bordin; род. 27 ноября 1962, Сан-Франциско, Калифорния) — американский рок-музыкант, барабанщик, сооснователь и постоянный участник (с 1982) группы Faith No More. В 1997 году присоединился к группе Оззи Осборна. Также играл в Black Sabbath в 1997 году, подменяя Билла Уорда, у которого были проблемы со здоровьем. В 2000 году играл в Korn, подменяя Дэвида Сильверия, который повредил спину.
Начал играть в 14 с другом Клифом Бёртоном (Metallica).

## Биография

### Ранние годы
Во второй половине 1970-х, в то время ещё учась в школе, Майк играл в группе EZ-Street вместе с будущим басистом Metallica Клифом Бёртоном и будущим гитаристом Faith No More Джимом Мартином.
В 1981 году Бордин основал Faith No Man вместе с басистом Билли Гулдом, клавишником Уэйдом Ворнигтоном и вокалистом Майком Моррисом. Год спустя Ворнингтон был заменен на Родди Боттама, уволен Моррис, и название сменилось на Faith No More. На следующий год к ним присоединился друг Бордина, Джим Мартин, занявший место гитариста.

### Faith No More
Faith No More выпустили первый альбом We Care a Lot, в 1985 году. Записав затем ещё пять альбомов, включая The Real Thing, который был номинирован на Гремми, группа распалась в 1998 году.
В 2009 году Faith No More воссоединились и отыграли ряд концертов в Европе.

### Ozzy Osbourne
С 1996 года Бордин начал выступать с группой Оззи Осборна.
После того как в 1997 у ударника Black Sabbath Билла Уорда появились проблемы со здоровьем во время тура, Бордин присоединился к Black Sabbath, отыграв с ними несколько шоу. Также он отыграл ряд концертов с Ozzy Osbourne, включая Ozzfest.
Бордин перезаписал секцию ударных для сольных альбомов Осборна, Blizzard of Ozz, и Diary of a Madman, переизданных в 2002 году. Переиздание стало результатом судебного дела с ударником Ли Керслэйком и басистом Бобом Дэйсли (его партии перезаписал Роберт Трухильо). Переиздание получило отрицательные рецензии от поклонников творчества Осборна на сайтах онлайн-магазинов, таких как Amazon.com.

### Другие проекты
В 2000 году Бордин играл с KoЯn, заменяя Давида Сильверию.
Бордин принял участие в записи альбома Джерри Кантрелла Degradation Trip, в 2002 году.

## Дискография

### Альбомы

#### Faith No More
- We Care a Lot (1985)
- Introduce Yourself (1987)
- The Real Thing (1989)
- Live at the Brixton Academy (1991)
- Angel Dust (1992)
- King for a Day… Fool for a Lifetime (1995)
- Album of the Year (1997)
- Sol Invictus (2015)

#### Jerry Cantrell
- Degradation Trip (2002)

#### Ozzy Osbourne
- Down to Earth (2001)
- Live at Budokan (2002)
- Blizzard of Ozz (переиздание 2002 года)
- Diary of a Madman (переиздание 2002 года)
- Under Cover (2005)
- Black Rain (2007)